# Pel-et-Der

Pel-et-Der este o comună în departamentul Aube din nord-estul Franței. În 1 ianuarie 2022 avea o populație de 128 de locuitori.